# Deutsche Kurzbahnmeisterschaften 2005
Die Deutschen Kurzbahnmeisterschaften 2005 im Schwimmen fanden vom 24. bis 27. November 2005 im Essener Hauptbad statt und wurden von der SG Essen organisiert. Der Veranstalter war der Deutsche Schwimm-Verband. Der Wettkampf diente gleichzeitig als Qualifikationswettkampf für die Kurzbahneuropameisterschaften 2005 in Triest. Es wurden bei Männern und Frauen Wettkämpfe in je 20 Disziplinen ausgetragen, darunter zwei Staffelwettkämpfe.
| Disziplin           | Männer                                                               | Männer                                                               | Männer   | Frauen                                                                      | Frauen                                                                      | Frauen   |
| Disziplin           | Name                                                                 | Verein                                                               | Zeit     | Name                                                                        | Verein                                                                      | Zeit     |
| 050 m Freistil      | Steffen Deibler                                                      | TG Biberach                                                          | 00:21,91 | Dorothea Brandt                                                             | SG Neukölln Berlin                                                          | 00:25,09 |
| 100 m Freistil      | Steffen Deibler                                                      | TG Biberach                                                          | 00:47,85 | Daniela Götz                                                                | SSG 81 Erlangen                                                             | 00:54,38 |
| 200 m Freistil      | Paul Biedermann                                                      | SV Halle/Saale                                                       | 01:45,61 | Annika Lurz                                                                 | SV Würzburg 05                                                              | 01:57,30 |
| 400 m Freistil      | Paul Biedermann                                                      | SV Halle/Saale                                                       | 03:41,60 | Johanna Manz                                                                | EWR Rheinhessen-Mainz                                                       | 04:07,76 |
| 800 m Freistil      | Paul Biedermann                                                      | SV Halle/Saale                                                       | 07:43,24 | Johanna Manz                                                                | EWR Rheinhessen-Mainz                                                       | 08:40,08 |
| 1500 m Freistil0    | Paul Biedermann                                                      | SV Halle/Saale                                                       | 14:45,51 | Johanna Manz                                                                | EWR Rheinhessen-Mainz                                                       | 16:40,42 |
| 050 m Brust         | Mark Warnecke                                                        | SG Essen                                                             | 00:27,01 | Janne Schäfer                                                               | TV Jahn Wolfsburg                                                           | 00:30,74 |
| 100 m Brust         | Jens Kruppa                                                          | SC Riesa                                                             | 01:00,47 | Simone Weiler                                                               | SV Nikar Heidelberg                                                         | 01:07,52 |
| 200 m Brust         | Kamil Kasprowicz                                                     | W98 Hannover                                                         | 02:11,56 | Anne Poleska                                                                | SG Essen                                                                    | 02:23,57 |
| 050 m Schmetterling | Thomas Rupprath                                                      | W98 Hannover                                                         | 00:23,39 | Daniela Samulski                                                            | SG Bayer                                                                    | 00:27,16 |
| 100 m Schmetterling | Thomas Rupprath                                                      | W98 Hannover                                                         | 00:51,30 | Annika Mehlhorn                                                             | SG ACT / Baunatal                                                           | 00:59,02 |
| 200 m Schmetterling | Helge Meeuw                                                          | SC Wiesbaden 1911                                                    | 01:54,62 | Annika Mehlhorn                                                             | SG ACT / Baunatal                                                           | 02:10,12 |
| 050 m Rücken        | Thomas Rupprath                                                      | W98 Hannover                                                         | 00:23,71 | Daniela Samulski                                                            | SG Bayer                                                                    | 00:28,68 |
| 100 m Rücken        | Thomas Rupprath                                                      | W98 Hannover                                                         | 00:51,25 | Franziska Gähler                                                            | EVI Hildesheim                                                              | 01:01,74 |
| 200 m Rücken        | Ernest Fahrland                                                      | Schwimmclub Berlin                                                   | 01:55,36 | Annika Lurz                                                                 | SV Würzburg 05                                                              | 02:08,08 |
| 100 m Lagen         | Thomas Rupprath                                                      | W98 Hannover                                                         | 00:54,10 | Annika Mehlhorn                                                             | SG ACT / Baunatal                                                           | 01:01,99 |
| 200 m Lagen         | Kamil Kasprowicz                                                     | W98 Hannover                                                         | 01:58,58 | Annika Mehlhorn                                                             | SG ACT / Baunatal                                                           | 02:13,42 |
| 400 m Lagen         | Łukasz Wójt                                                          | EOSC Offenbach                                                       | 04:13,04 | Annika Lurz                                                                 | SV Würzburg 05                                                              | 04:42,46 |
| 4 × 50 m Freistil   | SV Wasserfreunde 1898 Hannover Schreiber, Rupprath, Conrad, Dahle    | SV Wasserfreunde 1898 Hannover Schreiber, Rupprath, Conrad, Dahle    | 01:29.27 | SG Bayer Wuppertal/Uerdingen/Dormagen Samulski, Lihs, Schneider, Sommerfeld | SG Bayer Wuppertal/Uerdingen/Dormagen Samulski, Lihs, Schneider, Sommerfeld | 01:44.43 |
| 4 × 50 m Lagen      | SV Wasserfreunde 1898 Hannover Rupprath, Wessels, Conrad, Kasprowicz | SV Wasserfreunde 1898 Hannover Rupprath, Wessels, Conrad, Kasprowicz | 01:39.56 | SG Bayer Wuppertal/Uerdingen/Dormagen Samulski, Poewe, Lihs, Sommerfeld     | SG Bayer Wuppertal/Uerdingen/Dormagen Samulski, Poewe, Lihs, Sommerfeld     | 01:55.00 |

1. ↑  Deutscher Altersklassenrekord für 18-Jährige
2. 1 2  Deutscher Altersklassenrekord für 19-Jährige